# Sajoer
Een sajoer is een nat, bijna soepachtig groentegerecht uit de Indonesische keuken. Een sajoer bestaat altijd uit een of meer groentesoorten die worden bereid met uien en diverse kruiden in een ruime hoeveelheid water of bouillon. Soms wordt er ook vlees aan de sajoer toegevoegd.